# Greckie prawosławie

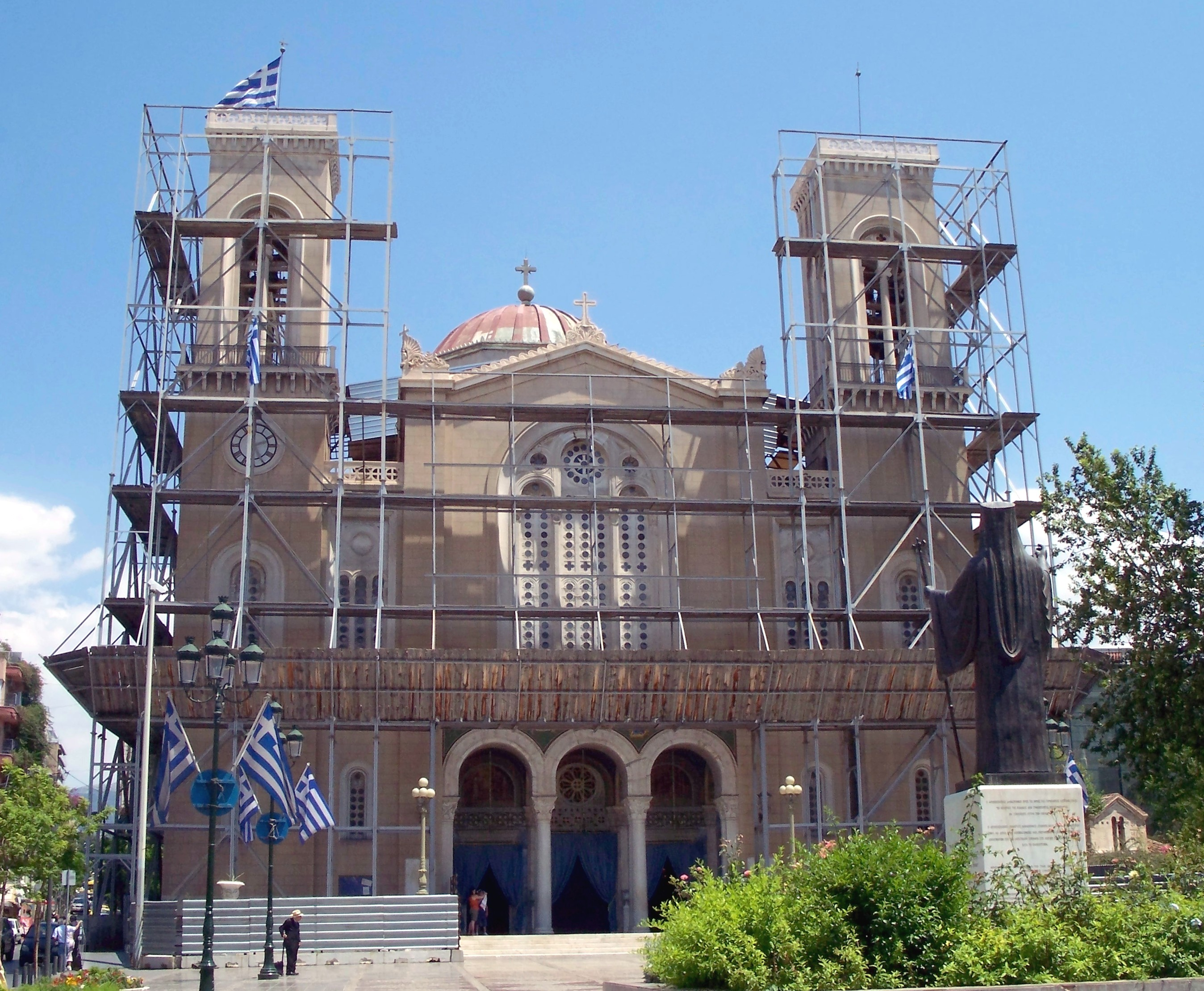
Katedra Zwiastowania Matki Bożej w Atenach

Greckie prawosławie – w j. polskim zbiorowe określenie Kościołów prawosławnych (autokefalicznych i autonomicznych), które utożsamiają się z grecką tradycją liturgiczną, posługują się językiem koine w liturgii, zaś ich hierarchie są zdominowane przez duchownych narodowości greckiej.
Współcześnie do Kościołów prawosławnych tradycji greckiej zalicza się:
- Patriarchat Konstantynopolitański[2],
- Patriarchat Aleksandryjski[2]
- Patriarchat Antiocheński[2]
- Patriarchat Jerozolimski (od XVI w.) z Autonomicznym Kościołem Góry Synaj[2]
- Kościół Cypru[3]
- Kościół Grecji
- Albański Kościół Prawosławny